# Proturentomon pilosum
Proturentomon pilosum är en urinsektsart som beskrevs av Josef Rusek 1975. Proturentomon pilosum ingår i släktet Proturentomon och familjen Protentomidae. Inga underarter finns listade i Catalogue of Life.